# Strongygaster nishijimai
Strongygaster nishijimai är en tvåvingeart som beskrevs av Louis-Paul Mesnil 1957. Strongygaster nishijimai ingår i släktet Strongygaster och familjen parasitflugor. Inga underarter finns listade i Catalogue of Life.